# Millam
Millam là một xã ở tỉnh Nord ở miền bắc nước Pháp. Xã này có diện tích 12,44 km², dân số năm 1999 là 648 người. Xã nằm ở khu vực có độ cao trung bình 25 mét trên mực nước biển.